# 후입 선출

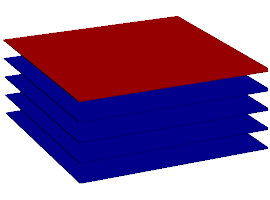
스택에서, 마지막에 추가된 맨 위의 항목은 처음 끄집어 낼 수 있다. 그러므로 스택은 LIFO 구조이다.

후입 선출(後入先出) 또는 LIFO(last in, first out)는 컴퓨터 과학과 대기 이론에서 어떠한 종류의 데이터 구조에 저장되어 있는 항목들이 처리되는 유형을 말한다. LIFO 구조화 선형 목록에서, LIFO 요소는 맨 위의 항목만 추가하거나 제거할 수 있다. LIFO 구조는 작은 도어를 가진 소형 승강기를 비유로 들 수 있다. 승강기가 도착지에 다다를 때, 마지막에 탄 사람은 반드시 먼저 내려야 한다.

## 같이 보기
- 선입 선출 (FIFO: First In, First Out)
- 스택 자료 구조